# Xsolla
Xsolla是一家全球电脑游戏计费和销售解决方案公司，为游戏开发商提供支付，结算，发行和营销工具。
Xsolla总部位于美国洛杉矶，在俄罗斯的莫斯科和彼尔姆以及乌克兰的基辅，韩国的首尔都开设了办事处。其服务被多家知名游戏公司所采用：Valve（Steam）、Aeria Games、Epic Games、BigPoint、Gameforge、Ankama、Wargaming.net、Gaijin Entertainment、GoodGame Studios、Snail Games等等。

## 历史

### 创业
Xsolla（前身为2Pay）是由亚历山大·亚伽彼托夫于2005年在俄罗斯的彼尔姆所建立。主要通过本地支付方法（现金、预付卡、汇票和电子钱包等）提供支付服务。公司建立初期，主要以俄罗斯的游戏开发者和发行者为目标客户。自从增加了PayPal和SMS支付选项后，2Pay就进入了CIS（独联体国家）市场并开始了其全球业务的扩张。

### 发展
在2010年，2Pay把总部迁移到了加利福尼亚的谢尔曼奥克斯。公司改名为Xsolla，公司企业商标也重新由曾Art. Lebedev Studio重新设计，这家俄罗斯顶尖的网页设计工作室曾为Yandex搜索引擎、Alfa-Bank、Gazeta.ru、Lenta.ru等众多知名公司提供设计服务。
在莫斯科和基辅的办事处也相继开设，公司的在彼尔姆的第一家办事处现已变为研发中心。

### 愿景
为了要实现在欧洲地区增加市场份额的战略目标，Xsolla计划于2013年底在欧洲（较有可能是在荷兰）开设新的办事处。按照CEO亚历山大·亚伽彼托夫的计划，到2014年，Xsolla超过50%的收入应该来自欧洲和美洲的游戏开发者。
公司已经宣布了将提供新的服务以开拓新的业务。在2013年8月，Xsolla已经为开发者和发行者提供了世界一流的帐款解决方案，同时计划将为独立开发者提供营销服务，帮助其自行发布游戏。

## 服务

### 支付服务
截至2014年5月，Xsolla已经和全球超过700种支付系统合作，包括信用卡和预付卡、移动电话支付、增值短信、电子钱包、现金和电子货币、支付终端。
除了众多国际化的支付方式–例如Visa、MasterCard、Maestro、American Express和PayPal，Xsolla还提供了上百种本地支付选项。包括本地银行（美国的Chase、Bank of America、U.S. Bank、Citibank等，俄罗斯的Sberbank、Alfa-Bank、Russian Standard Bank等，西班牙的La Caixa和IberCaja，等等）,本地移动电话供应商（德国的T-Mobile和Vodafone，俄罗斯MTS、Beeline、MegaFon和Rostelecom，美国的Verizon、AT&T、Sprint等等），本地电子钱包（欧洲的Skrill、Neteller，俄罗斯的Yandex.Money、QIWI 和Webmoney，中国的 Cherry Credits和Alipay）,以及更多其它方式。
其服务由已获得专利认证的算法进行优化，PayRank能根据用户的多个参数（地点、支付历史、游戏类型、货币值等）为其设定支付选项。在500多种可选的支付方式中，用户将被提供最本地化的选项。
自2010年以来，Xsolla从当年的70种国际化的支付选项增加到如今的700多种。新的支付方式将定期自动添加到Xsolla当前的项目中。

### 游戏商店
游戏商店为开发者提供完整的游戏店的解决方案。游戏商城支持销售虚拟货币，物品，定期付款，设置方便，并让开发商/发行商体验不同的推广策略。

### Xsolla 网络
Xsolla 网络是专为游戏开发商和发行商提供的解决方案。Xsolla网络给付费用户一些最大的互联网媒体平台，并不用任何初始投资。一旦玩家转化为付费用户，开发商/发行商将分享来自从该平台获得的付费用户，以及产生的收入。该Xsolla网络非常灵活，它可以直接由游戏开发商和媒体平台进行协商。

### 欺诈管理
Xsolla宣布它的欺诈和退款管理覆盖多个业务，包括退款Xsolla uses a combination of proprietary filters as well as some industry standard anti-fraud systems, which contribute a lot to establishing an effective anti-fraud filter.According to the most recent case study, the antifraud system of Xsolla showed a decrease in the percent of fraud from 39.6% to 0.6%.

### 客户支持
Xsolla提供的另一项辅助服务就是客户支持。Xsolla为全球游戏开发商和发行商提供24 / 7客户，支持多国语言服务。通过提交申请单，电子邮件，在线聊天或免费热线即可联系我们的客服团队。

### 分析
Xsolla提供了游戏开发者一整套支付和游戏分析工具。2015年4月，Xsolla宣布成立免费分析软件Slemma，这有助于通过支付分析和游戏分析，评估游戏的成本效益。

## 产品

### PayStation
PayStation是Xsolla工具用于适应不同界面的产品，包括i-frame、游戏使用、移动电话、平板电脑和全网页等界面。通过Xsolla提供所有的支付选项，可以按照国家和类型进行排序。PayStation 的2.0版E3于2012年在洛杉矶演汇中心被公开演示。
PayStation3.0 是Xsolla为电脑游戏设计的最新的管理平台。通过PayStation3.0，开发者们可以通过同一个用户界面，和一个商业账户，来进行销售虚拟货币，虚拟产品和主要订购。
Mobile Paystation 3.0 是最新的手机支付产品。兼容Android和基于浏览器的手机游戏。其功能和电脑版的PayStation3.0一样。

### Xsolla Unity SDK
Xsolla Unity SDK 是对游戏开发者提供的计费和店面管理解决方案，它提供了游戏店面管理，销售虚拟货币，物品，捆绑销售，定期订阅计费，本地化的UI，不同的货币定价，并通过获得所有700多种支付方式，以及各种游戏中的销售和促销手段。 Xsolla Unity SDK可通过Unity资源商店获得。

### Pay2Play
Pay2Play可以使开发人员可以直接从官方网站销售他们的游戏和DLСs。它不绑定到任何指定的数字传输系统或交易市场。开发人员可以直接出售任何游戏的激活码（Steam，Origin, uPlay等），甚至直接无DRM限制的下载。销售政策是完全取决于卖方。在Pay2Play插件的设置可以直接从Xsolla商家帐户进行管理。

## Xsolla电子竞技学院
Xsolla电子竞技学院首次在第六届德国的Gamescom 2015宣布正式成立.该学院是一个全球性的电子竞技教育工程，给来自世界各地的专业电子竞技教练和玩家提供电子竞技，这要归功于Xsolla提供的全球支付范围。 Xsolla电子竞技学院支持多种游戏，包括DOTA 2, Counter Strike Global Offensive, SMITE, HearthStone, League of Legends等等。电子竞技爱好者可以把Xsolla电竞白色标签控件到他们的网页。

## 覆盖范围
Xsolla的业务已覆盖全球各地，其中在俄罗斯和CIS（独联体国家）更是达到100%的覆盖率。例如，在2011年，Xsolla就专注于乌克兰市场，因为这是东欧地区游戏市场增长最快的国家。
通过不断地增加支付系统（例如欧洲的Skrill以及SafetyPay，这是在48个国家中使用的支付系统）和游戏开发者/发行者（Barbily、 S2 Games、Valve，等等），公司的业务迅速地扩张到全球多个地区。

## 引用
1. ↑  .   [2013-09-13]. （原始内容存档于2017-07-25）.
2. ↑  .   [2013-09-13]. （原始内容存档于2016-03-03）.
3. 1 2  .   [2013-09-13]. （原始内容存档于2016-04-22）.
4. ↑  .   [2013-09-13]. （原始内容存档于2016-09-22）.
5. 1 2  .   [2013-09-13]. （原始内容存档于2014-02-08）.
6. ↑  .   [2013-09-13]. （原始内容存档于2016-05-13）.
7. ↑  . Xsolla.   [2016-04-26]. （原始内容存档于2017-11-22）.
8. ↑  . Xsolla.   [2016-04-26]. （原始内容存档于2017-11-22）.
9. ↑  . Gamasutra.   [2013-08-30]. （原始内容存档于2017-04-17）.
10. ↑  . AnitMalware.   [2014-10-25]. （原始内容存档于2016-05-31）.
11. ↑  . Justin Llewellyn.   [2016-04-23]. （原始内容存档于2016-04-23）.
12. ↑  Xsolla: an innovative virtual gaming payments platform[永久]
13. ↑  .   [2013-09-13]. （原始内容存档于2013-12-03）.
14. ↑  . Unity.   [2015-05-21]. （原始内容存档于2015-06-18）.
15. ↑  . Xsolla.   [2016-04-22]. （原始内容存档于2017-07-10）.
16. ↑  . PRWeb.   [2015-08-27]. （原始内容存档于2016-05-13）.
17. ↑  . Ernest Chung. 2015-10-12  [2015-10-12]. （原始内容存档于2015-10-13）.
18. ↑  . NAVI.   [2016-04-15]. （原始内容存档于2016-05-13）.
19. ↑  . Christian Kresse. 2016-03-22  [2015-04-15]. （原始内容存档于2020-11-08）.
20. ↑  .   [2013-09-13]. （原始内容存档于2013-12-02）.
21. ↑  .   [2013-09-13]. （原始内容存档于2018-01-13）.
22. ↑  .   [2013-09-13]. （原始内容存档于2013-12-02）.
23. ↑  .   [2013-09-13]. （原始内容存档于2013-09-20）.
24. ↑  .   [2013-09-13]. （原始内容存档于2013-12-02）.
25. ↑  .   [2013-09-13]. （原始内容存档于2013-09-05）.
26. ↑  .   [2013-09-13]. （原始内容存档于2018-01-13）.